# The Triumph of Steel
A The Triumph of Steel az amerikai Manowar együttes hetedik nagylemeze, mely 1992-ben jelent meg. A borítót ismét Ken Kelly készítette. Ezen a lemezen már Ross the Boss helyett David Shankle gitáros, valamint Scott Columbus helyett Kenny Earl Edwards azaz Rhino dobos mutatkozott be. A lemezt nem fogadta mindenki kitörő lelkesedéssel. Ebben közrejátszhatott a lemeznyító Achilles, Agony and Ecstasy in Eight Parts című dal is, ami egy 28 perces mini-opera. Az album 35. helyen nyitott a német eladási listákon, és a 8.-ig tört előre videóklip és maxi nélkül. Noha itt is minden dalt Joey DeMaio írt, a Ride the Dragonba, a Burningbe és a Master of the Windbe David is besegített. A lemez legkülönlegesebb darabja a lemeznyító Achilles, Agony and Ecstasy in Eight Parts mely a zenekar legösszetettebb és leghosszabb dala. A szám a Hektór és Achilles között lezajló küzdelmet követi nyomon. A zene és a dalszöveg célja is az, hogy felidézzék a homéroszi tájképeket: tomboló vihar, csata, bánat, kín, halál közeledése.

## Számlista
1. "Achilles, Agony and Ecstasy in Eight Parts" (Joey DeMaio) – 28:38
  - "Prelude"
  - I. "Hector Storms the Wall"
  - II. "The Death of Patroclus"
  - III. "Funeral March"
  - IV. "Armor of the Gods"
  - V. "Hector's Final Hour"
  - VI. "Death Hector's Reward"
  - VII. "The Desecration of Hector's Body"
    - A. Part 1
    - B. Part 2

  - VIII. "The Glory of Achilles"
2. "Metal Warriors" (DeMaio) – 3:54
3. "Ride the Dragon" (David Shankle, DeMaio) – 4:33
4. "Spirit Horse of the Cherokee" (DeMaio) – 6:02
5. "Burning" (Shankle, DeMaio) – 5:10
6. "The Power of Thy Sword" (DeMaio) – 7:51
7. "The Demon's Whip" (DeMaio) – 7:50
8. "Master of the Wind" (Shankle, DeMaio) – 5:26

## Zenészek
- Eric Adams - ének
- David Shankle - elektromos gitár
- Joey DeMaio - basszusgitár
- Kenny Earl "Rhino" Edwards - dob